# Chemama
Chemama es el nombre de la región situada a lo largo de la ribera norte del río Senegal, en Mauritania: una fértil franja de tierra que se extiende entre dieciséis y treinta y dos kilómetros al norte del río y que contiene tierra aluvial. Es la única región agrícola en el país.
La región de Chemama tiene una temporada de lluvias que se extiende de mayo a septiembre. La precipitación anual promedio de la región oscila entre 300 y 600 mm (12 a 24 pulgadas) por año.
La población en esta región es una mezcla de etnias moras del centro de Mauritania y de pueblos negros africanos vinculados a las naciones del sur. Las ciudades de Rosso y Kaedi se encuentran entre los asentamientos más grandes.
Durante la era colonial, habría incursiones periódicas de moros en las ciudades de la región. La región se convirtió en el centro del conflicto étnico una vez más a finales de la década de 1980, con un importante desplazamiento de la población negra hacia el vecino Senegal en 1989.